# 麻生町 (札幌市)

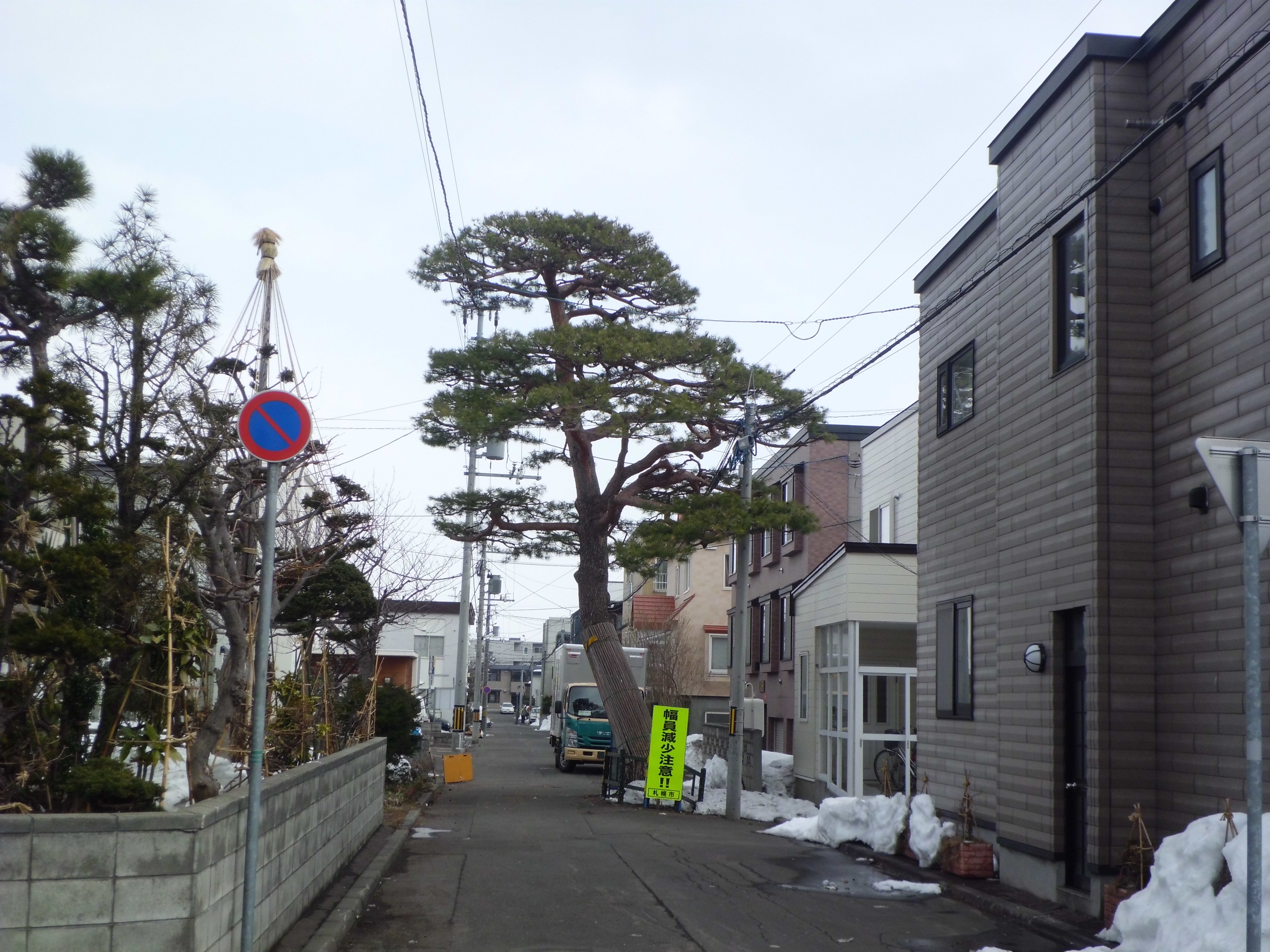
帝国製麻琴似製線工場跡

麻生町（あさぶちょう）は北海道札幌市北区にある町名。正式には「あさぶ」であるが、地元民の多くは「あざぶ」と呼んでおり、「あざぶ」と記載のある看板なども多い。
北海道道277号琴似停車場新琴似線（琴似栄町通）、国道231号（創成川幹線、石狩街道）、および札幌市道新琴似4番線（北38条西2丁目 - 北40条西6丁目間）の3路線で囲まれた三角形の内側の地帯で、南側の1丁目からはじまり、北側の9丁目までで終わる。
もともとこの地域は、新琴似番外地であったことから、麻生町には小中学校がなく新琴似屯田兵中隊本部隣の札幌市立新琴似小学校・札幌市立新琴似中学校が校区である。
なお、麻生町の他、新琴似の東部、概ね北34条以北を併せた、地下鉄麻生駅を中心とした地域の総称として「麻生」という名称が使われる場合がある。

## 地名の由来
当地に所在した帝国製麻琴似工場（1891年 - 1957年）から、新琴似町の東端の地区は「亜麻会社」「帝麻」と通称されていた。
工場撤退後、跡地は北海道住宅供給公社により住宅団地として開発されることとなり、1958年（昭和33年）8月に、地元住民ら920名の署名をもって「麻生町」への変更を市議会に請願、翌9月の市議会定例会で地名変更を決定、翌1959年（昭和34年）4月1日付で「札幌市麻生町」と改名された。
地名は、帝国製麻琴似工場の最後の工場長であった黒川修策が考案したもので、当地が北海道の亜麻栽培発祥地であり、農業の発展・経済面で大きな役割を果たしたことから、「麻」の字を地名に残したい、という思いが込められている。

## 周辺施設

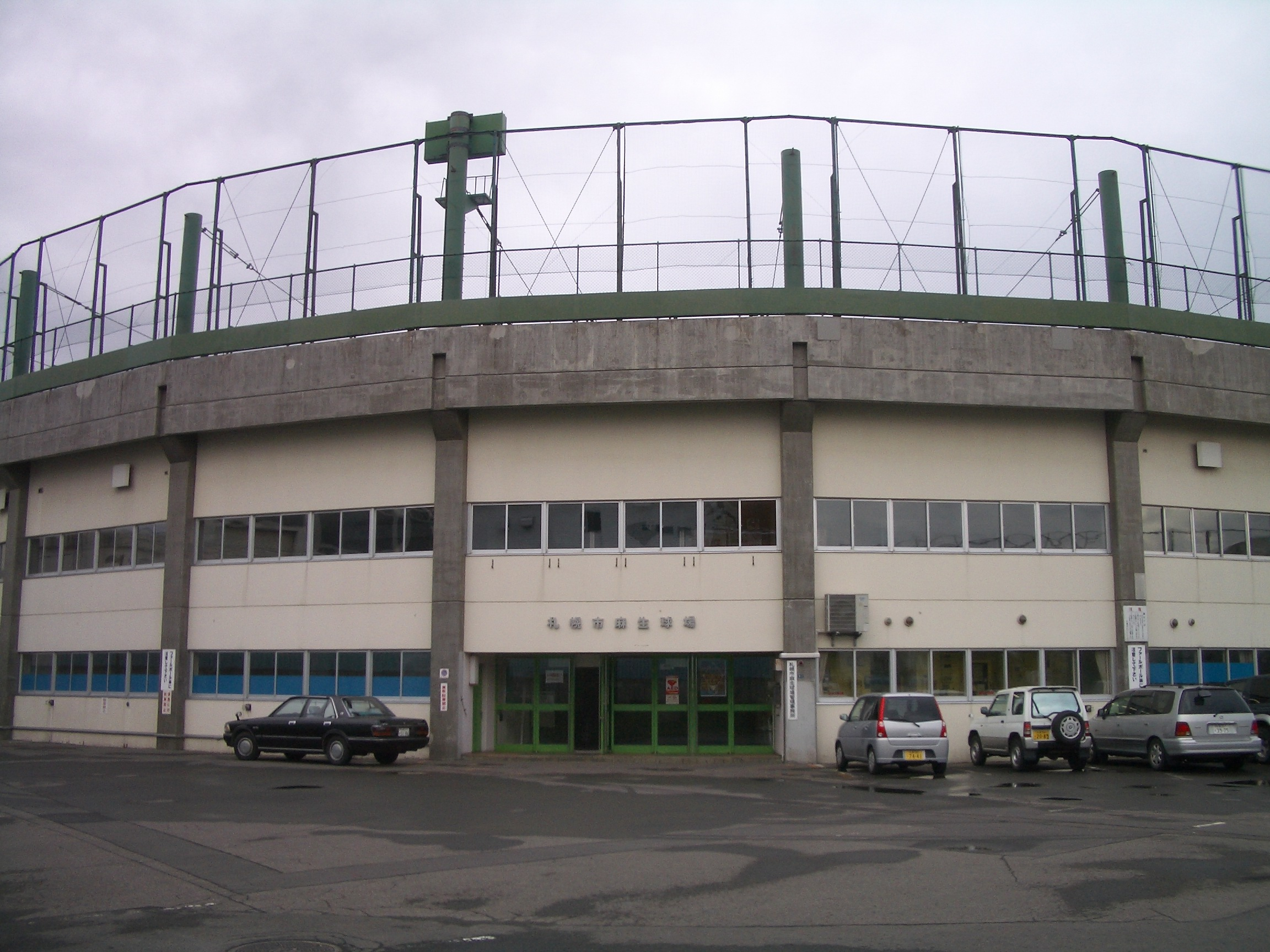
イオン札幌麻生店（麻生バスターミナル併設）
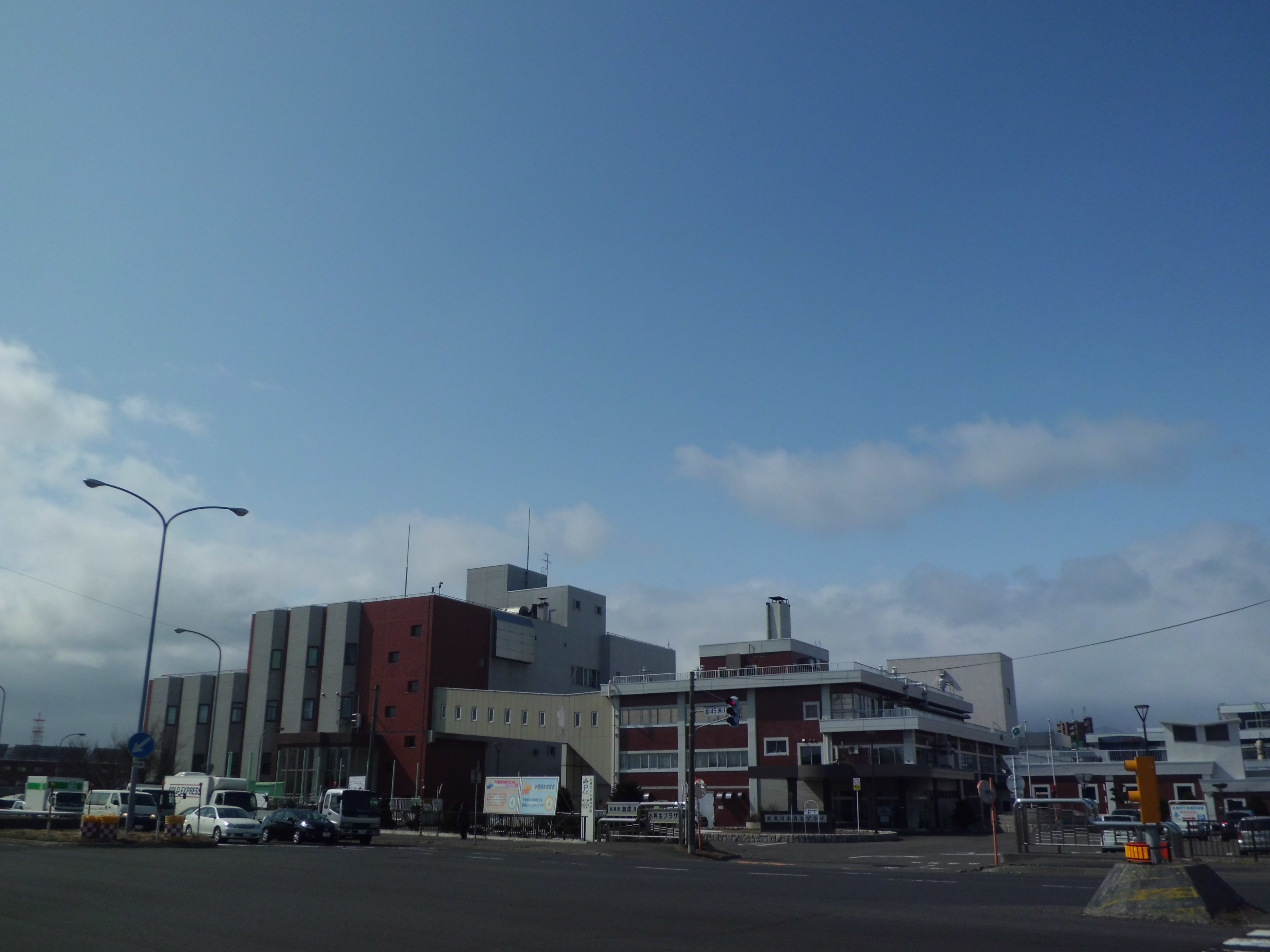
創成川水再生プラザ

- 東光ストア麻生店
- 札幌市麻生球場
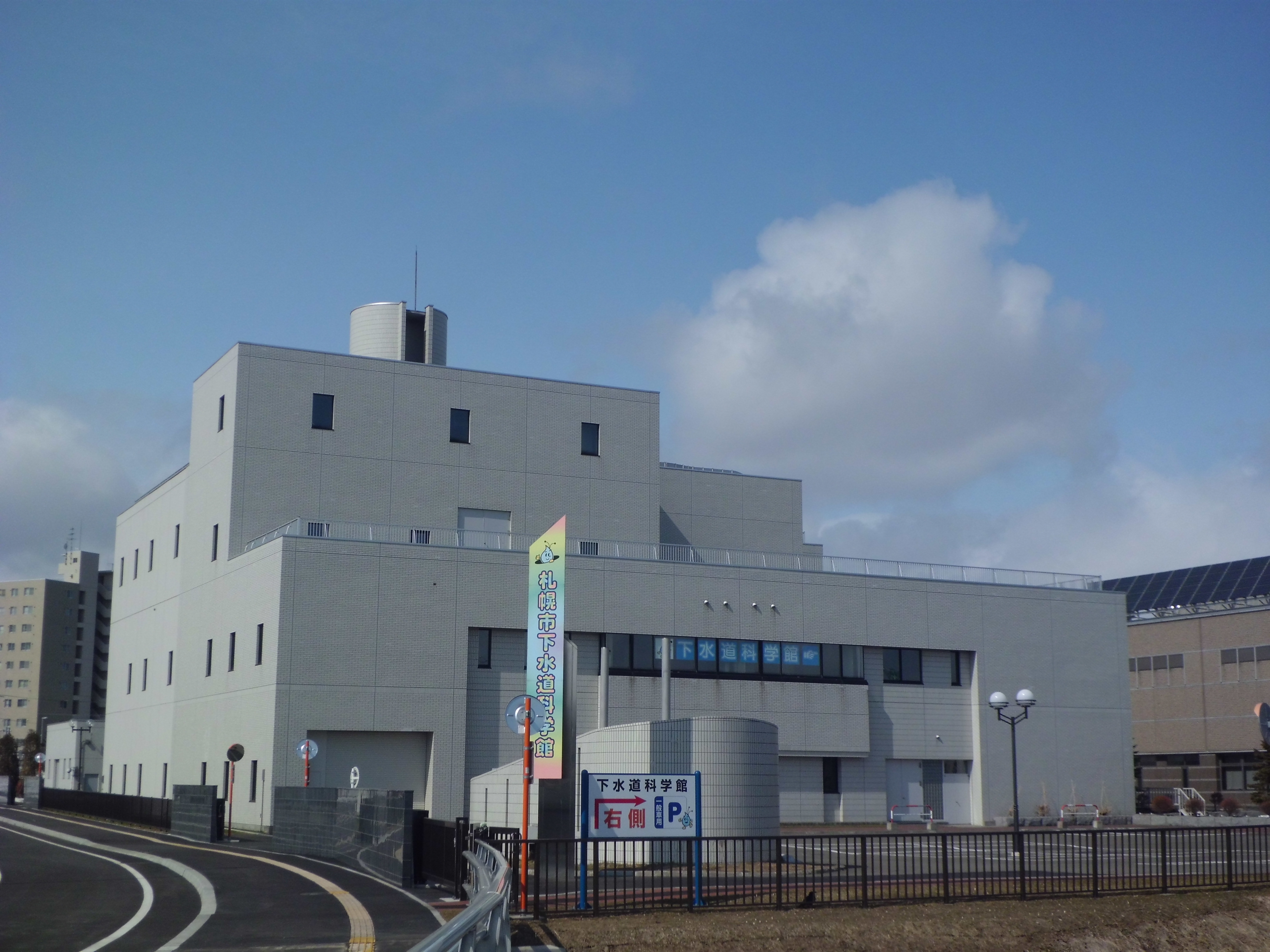
札幌市下水道科学館
- 麻生明星幼稚園

- 札幌市麻生球場
- 創成川水再生プラザ
- 札幌市下水道科学館

## 交通機関
- 札幌市営地下鉄南北線麻生駅、北34条駅
- JR北海道札沼線（学園都市線）新琴似駅
- 国道5号
- 国道231号
- 国道274号

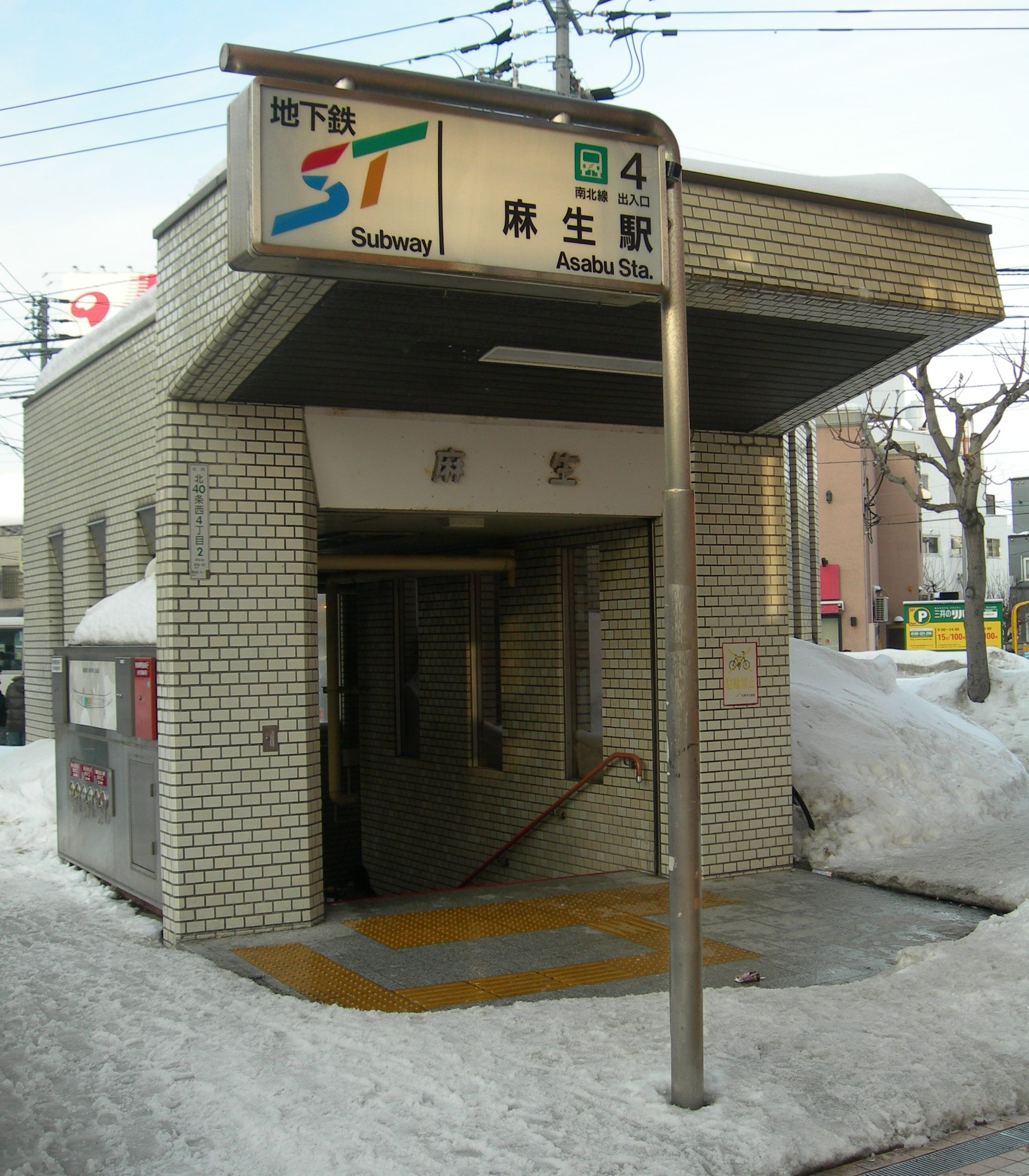
地下鉄麻生駅
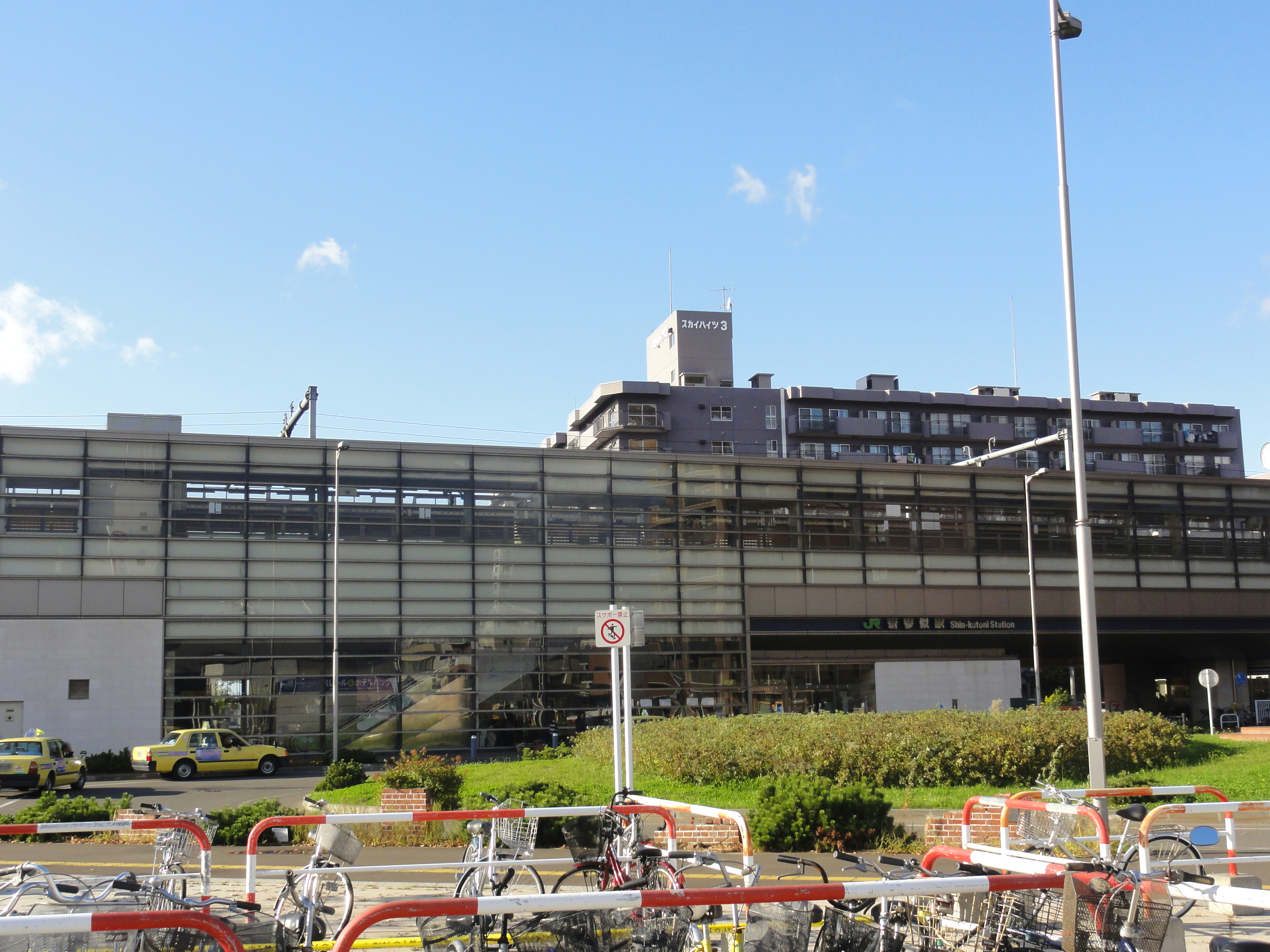
JR新琴似駅
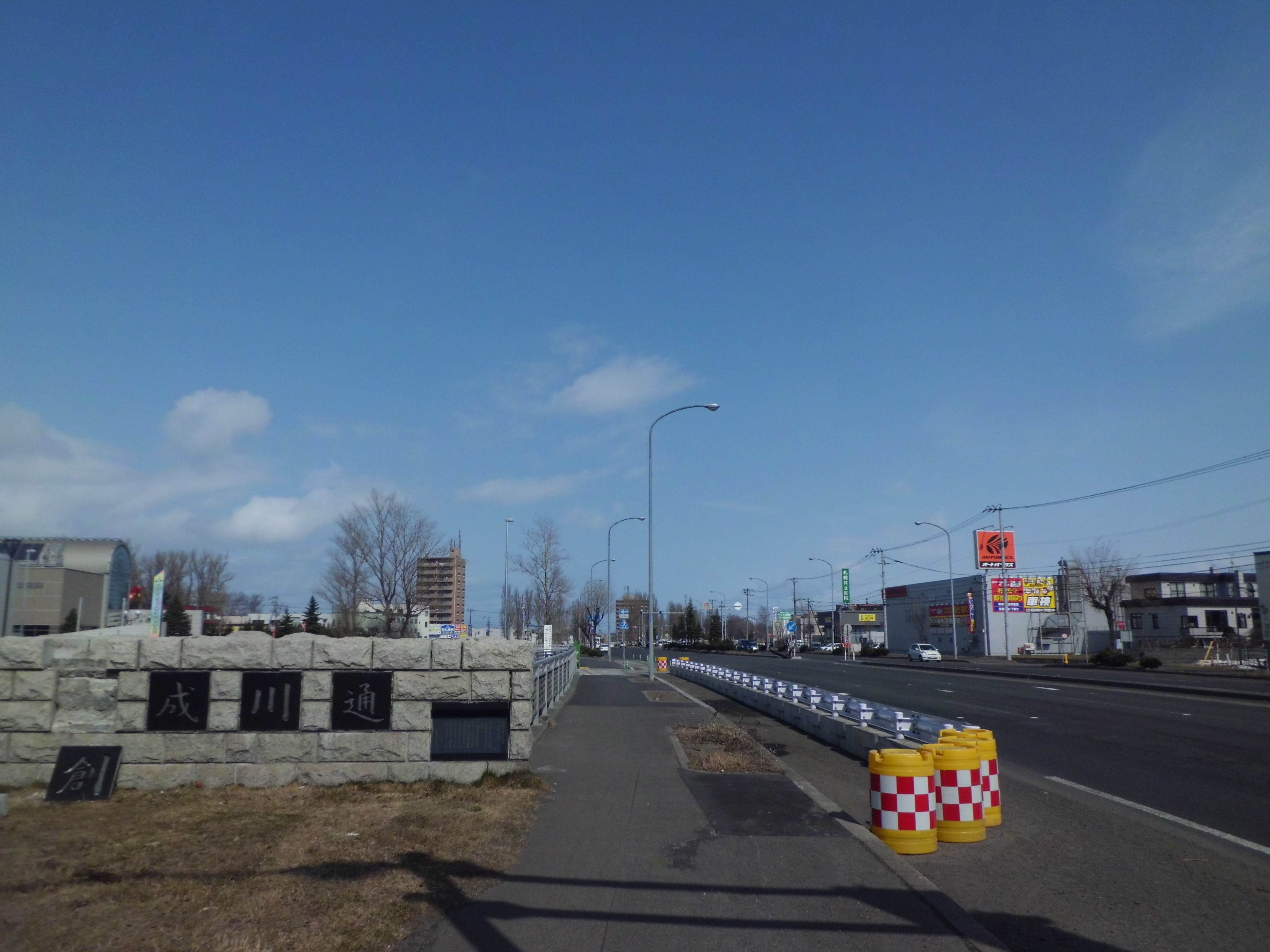
創成川通

## 歴史
- 7世紀から13世紀ごろ（擦文時代）の住居跡が、現在の北海道大学植物園付近から、麻生を通って篠路まで蛇行して下る旧琴似川沿いに800件ほど見つかっている。
- 1887年から1888年にかけてこの付近に屯田兵が入植。「新琴似」と呼ばれるようになる。
- 1891年、北海道製麻（後の帝国繊維、帝国製麻）琴似工場が札幌郡琴似村新琴似番外地（現在の麻生町域）に置かれ、操業を開始。入植3年で官給が切れた屯田兵たちを従業員として雇用した。
- 1911年6月、創成川東岸に沿って札北馬車鉄道（札幌軌道）が開通。
- 1934年11月、国鉄札沼南線が開通し、新琴似駅開業。
- 1935年2月、札幌軌道廃止。
- 1942年、琴似村が町制施行し「札幌郡琴似町新琴似」に。
- 1955年3月1日、琴似町が札幌市に編入され「札幌市琴似町新琴似」に。
- 1957年、帝国製麻工場が閉鎖。
- 1959年4月1日、町名変更され「札幌市琴似町字新琴似番外地」から「札幌市麻生町」に（麻生の誕生）。
- 1963年11月、札幌市電鉄北線が北27条から麻生まで延伸される（但し、路面電車ではなく路面ディーゼルカー）
- 1964年、市電（路面ディーゼルカー）を麻生から新琴似駅前まで延伸。
- 1967年、市電が新琴似駅前まで全線電化。
- 1972年4月1日、札幌市が政令指定都市に移行。区制が敷かれ、「札幌市北区麻生町」となる。
- 1974年、市電鉄北線全線廃止。
- 1978年3月16日、地下鉄南北線が北24条から麻生まで延伸開通し、北34条駅と麻生駅が開業。